# Vénus de Milo
La Vénus de Milo est une statue en marbre représentant la déesse grecque Aphrodite (désignée par son équivalent latin Vénus), retrouvée dans l'île grecque de Milos en avril 1820 dans un état fragmentaire, sans bras. Il s'agit d'une œuvre originale de l'époque hellénistique, créée vers 150-130 av. J.-C.
Son exposition au musée du Louvre en 1821 a fait sensation : c'était la première statue venue de Grèce dans les collections et la première à être montrée incomplète. Sa célébrité est due à la grande beauté de son corps à demi dénudé, mais aussi aux polémiques suscitées par son identité et la position de ses bras. Parmi les nombreuses propositions pour restituer son attitude, les archéologues en privilégient deux : celle où Aphrodite tient la pomme du jugement de Pâris, et celle où elle se regarde dans le bouclier d'Arès.

## Historique

### 1820-1821: de Milo à Paris

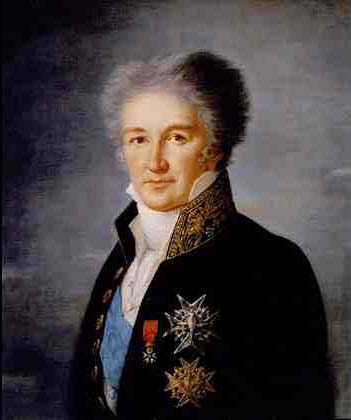
Le marquis de Rivière, par Élisabeth Vigée Le Brun, 1828.

Une dizaine de personnes, grecques et françaises, participent à la découverte et surtout à l’acquisition de la Vénus de Milo. Divers documents d’archives et plusieurs récits permettent d’établir le rôle de chacune d'entre elles.
Entre le 4 mars et le 14 avril 1820, plusieurs navires de l'escadre française du Levant, parmi lesquels l'Estafette et la Lionne, stationnent ou font escale dans la rade de l'île de Milos. Dans cet intervalle, un paysan grec découvre dans son terrain une statue féminine en deux parties. Un aspirant de l'Estafette nommé Olivier Voutier écrira beaucoup plus tard avoir participé à la découverte et réalisé aussitôt un dessin (voir ci-dessous). Les documents contemporains de la découverte sont très brefs, et concernent surtout la possibilité d'acquérir la statue pour la France. Le premier est la lettre d'un commandant de navire, M. Dauriac, arrivé le 10 avril à Milo. Il écrit dès le 11 avril au consul général à Smyrne, pour signaler la découverte « trois jours avant » de la « Vénus », déjà évaluée à 1 000 piastres. Le lendemain, Louis Brest, l'agent consulaire français de Milo, écrit lui aussi à son supérieur, en faisant état de la statue « un peu mutilée, aux bras cassés » et de deux piliers à tête sculptée. Il s'inquiète de savoir s'il doit acheter la statue et ajoute que les dignitaires de l'île veulent de leur côté la proposer à Nicolaos Morousi, drogman de la flotte ottomane, le fonctionnaire grec dont ils dépendent à Constantinople. Le 14 avril, l'Estafette et la Lionne quittent Milos pour Smyrne, où les deux lettres sont portées au consul général, le 24 avril. Ce dernier écrit aussitôt à l'ambassadeur de France à Constantinople, le marquis de Rivière, pour lui demander s'il veut acquérir la statue « pour le Musée Royal » à Paris.

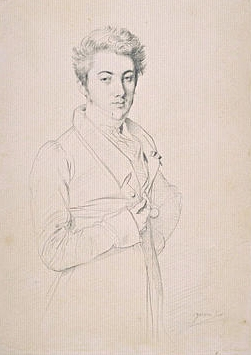
Le vicomte de Marcellus par Ingres, vers 1825.

Le 16 avril, un navire chargé d'un voyage d'exploration dans le Pont-Euxin, la Chevrette, fait une brève escale à Milos. À son bord se trouve l'enseigne de vaisseau Jules Dumont d'Urville. Botaniste, il va le 19 avril examiner par curiosité la statue de Vénus ainsi que le lieu de la découverte, et note ses observations. La Chevrette poursuit sa route et fait escale du 29 avril au 5 mai 1820 à Constantinople. Invité à l'ambassade, Dumont d'Urville est interrogé sur la statue par M. de Rivière, puis il remet le 3 mai une courte notice à son sujet au vicomte de Marcellus, secrétaire d'ambassade.
Enfin le 6 mai, l'Estafette, basée à Smyrne, arrive à Constantinople pour embarquer M. de Marcellus dans une tournée des établissements français du Levant, prévue de longue date ; son commandant, M. Robert, s'entretient aussi de la statue avec l'ambassadeur. Sur la foi de ces différents témoignages, M. de Rivière décide d'acheter la statue à son propre compte et il demande à M. de Marcellus de se rendre d'abord à Milo pour traiter l'affaire.
Mais dans l'intervalle à Milo, un religieux grec nommé Verghi s'était chargé d'acheter pour le compte du drogman la statue au paysan qui l'avait découverte et il en avait offert 718 piastres, d'après Brest. Et quand l'Estafette approche l'île le 22 mai 1820, le moine fait rapidement embarquer la statue sur un navire prêt à partir pour Constantinople. Malgré cela, M. de Marcellus est déterminé à la récupérer et à l'acheter. Deux jours de négociations très tendues avec les dignitaires de l'île et l'offre d'un paiement de 836 piastres sont nécessaires pour qu'il puisse faire passer à son bord la statue, avec « quelques fragments de marbre » et trois piliers à tête sculptée. Il quitte Milo dès le 25 mai, et dans la dépêche qu'il expédie le 28 de Rhodes à l'ambassadeur pour lui narrer son succès, il précise ne pas avoir recouru à la force comme le lui suggéraient ses compagnons. De son côté, Brest écrit en demandant à l'ambassadeur d'intervenir pour que les dignitaires grecs ne soient pas sanctionnés par le drogman pour avoir vendu la statue à des étrangers, en vain. En 1826 seulement, M. de Rivière leur remboursera les 7 000 piastres qu'ils avaient dû payer comme amende au drogman.
Puis l'Estafette entreprend son périple en Méditerranée orientale, fait escale entre autres au Pirée le 20 septembre, où l'archéologue Louis Fauvel admire la statue sur le pont du navire la nuit, « à la lueur des flambeaux ». La mission de M. de Marcellus se termine le 27 septembre à Smyrne, et le 10 octobre, les sculptures sont transbordées sur le navire la Lionne qui doit ramener en France M. de Rivière, relevé de son poste d'ambassadeur. Sur le chemin du retour, ce dernier fait escale à Milo le 15 novembre et acquiert encore quelques fragments de marbres.
Arrivés le 23 décembre 1820 à Toulon, les objets sont acheminés par voie fluviale jusqu'à Paris où ils parviennent à la mi-février. Cela permet à M. de Rivière d'offrir la statue au roi Louis XVIII lors d'une audience qui lui est accordée le 1er mars 1821 au palais des Tuileries. Le roi l'accepte et l'offre à la France pour enrichir les collections du musée du Louvre, mais il n'ira jamais la voir.

### 1821-1874: les récits
Plusieurs récits de ces événements paraissent au cours du XIXe siècle, qui n'ont pas tous le même rapport à la réalité à mesure que le temps passe.
En mars 1821, Dumont d'Urville publie la relation du voyage que la Chevrette a fait l'année précédente. Pour la statue de Milo, il copie sa note du 3 mai, augmentée de ce qu'on lui a dit de la suite des événements. C'est le témoignage le plus direct que l'on possède de la trouvaille et de son contexte.
En mars-avril 1821, Marcellus fait parvenir au directeur du Musée Royal une note très détaillée sur les conditions de l'acquisition de la Vénus, où il a en effet joué un rôle essentiel et déterminant par la négociation. Il dit avoir payé la statue directement au paysan qu'il appelle Georges. Le peu qu'il dit sur la découverte, qu'il date fin février, est de seconde main.
En 1821, le comte de Clarac, conservateur des Sculptures au Louvre, publie une étude sur la Vénus de Milo. Il reprend les notes de Dumont d'Urville et de Marcellus, et les complète avec les informations que lui fournit de vive voix M. Duval d'Ailly, commandant de la Lionne, présent à Milo en avril 1820.
En 1839, Marcellus consacre un chapitre de ses Souvenirs de l'Orient à l'acquisition de la statue. Il recopie pour l'essentiel sa note de 1821, qu'il augmente largement ; il décrit ainsi sa tentative de monter à bord du navire en partance pour Constantinople pour voir la statue avant de l'acheter.
En 1862, Brest rédige un rapport à la demande de l'ambassadeur de France à Athènes. Il donne pour la première fois le nom de Théodoros Kendrotas au paysan grec qui avait découvert la statue. Oublieux de ce qu'il avait lui-même écrit en 1820, il s'attribue tout le mérite de l'acquisition de la statue pour la France.
En 1874, paraît le récit de Matterer, lieutenant sur la Chevrette en 1820. Il affirme que les bras de la Vénus ont été cassés dans une violente bagarre entre les Français et les Grecs survenue lors de son embarquement en mai 1820 sur le port de Milo : il n'a pas pu voir cette scène, la Chevrette naviguant à ce moment-là dans le Pont-Euxin.
La même année, Olivier Voutier réagit en publiant sa version des faits : il peut assurer que la statue a été trouvée les bras cassés, puisque c'est lui qui l'a fait exhumer par le paysan grec - sinon elle serait restée enfouie ; et ne parvenant pas à convaincre Brest de l'acheter, il est parti aussitôt sur l'Estafette prévenir l'ambassadeur à Constantinople  – Voutier ignorait le passage de Dumont d'Urville à Milo et à Istanbul. Très tardif, son récit n'est pas dépourvu d'invraisemblances (comme redresser la statue sur-le-champ), ni d'inexactitudes (à la mi-avril, son navire a quitté Milo pour regagner Smyrne). Dès 1896, S. Reinach mettait en garde : « Écrite, cinquante-quatre ans après les événements, par un homme évidemment fatigué, la brochure de M. Voutier doit être consultée avec grande précaution. »
En 1892, est publié le calque d'un dessin fait par Voutier, représentant la Vénus en deux morceaux disjoints et deux piliers à tête sculptée sur des bases inscrites. Le dessin a pu être fait rapidement à Milo en avril ou entre mai et octobre 1820 sur l'Estafette.

## Découverte

### Date
La découverte de la statue par le paysan grec s'est faite par hasard et sans aucune méthode. Dauriac la place « trois jours avant » sa lettre du 11 avril 1820, soit le 8 avril. L'agent consulaire de Milo écrit à Smyrne le 12 avril qu’« un paysan vient de trouver » la statue, sans plus de précision. Dumont d'Urville situe la découverte un mois environ avant le rapport qu'il rédige le 3 mai à Constantinople, soit vers le 5 avril. Il s'est écoulé un certain temps entre la découverte de la statue et son exhumation complète. Le paysan met vite le haut de la statue à l'abri chez lui où Dauriac l'a vu le 11 avril, et laisse la partie inférieure sur place où Dumont d'Urville l'examine le 19 avril. Aucun des témoignages de 1820 ne renvoie à la « fin février », date donnée par Marcellus, reprise par Clarac et d'autres par la suite.

### Lieu
Les renseignements les plus complets se trouvent dans l'étude de Clarac. Le paysan grec travaillait « […] à 500 pas (300 m) de l'amphithéâtre (du théâtre) et au-dessus des grottes sépulcrales creusées sur la droite de la vallée qui conduit à la mer ». Cela correspond à l'emplacement de la ville antique de Mèlos, à flanc de montagne entre le village de Tripiti et la mer, le long de la vallée de Klima. Les fouilles modernes ont permis d'identifier deux temples, dont un de Poséidon, une agora avec des portiques, un stade et, en contrebas sur la pente, le théâtre. L'endroit où a été découverte la Vénus se trouve tout à côté du stade.
Le paysan repère des blocs de marbre bien taillés affleurant le terrain et continue de creuser pour en récupérer davantage. Ils proviennent du haut des murs d'une petite construction alors complètement enterrée, qualifiée dans les premiers récits de « grotte », « niche » ou « petite chapelle », « cintrée » ou « voûtée ». C'est une pièce carrée d'environ quatre pieds de large (1,40 m), enfouie de sept ou huit pieds (2,50 à 2,80 m) sous le niveau du sol moderne. Seul Dumont d'Urville signale que l'entrée était surmontée d'un marbre de quatre pieds et demi de long sur six à huit pouces de large (1,50 × 0,20 m), soit la taille d'un linteau. Il portait gravée la dédicace, d'époque hellénistique d'après la forme des lettres, du petit bâtiment nommé « exèdre ». Il ne reste plus rien aujourd'hui de cette exèdre.

### Objets découverts

#### Les sculptures
Dans cet espace restreint étaient enfouies plusieurs sculptures de marbre, accompagnées de fragments, mais on ignore s'il s'agit de leur emplacement antique ou d'un regroupement postérieur. On possède un dessin des principales sculptures fait par Olivier Voutier en 1820. D'après les premiers témoignages, s'y trouvaient certainement :

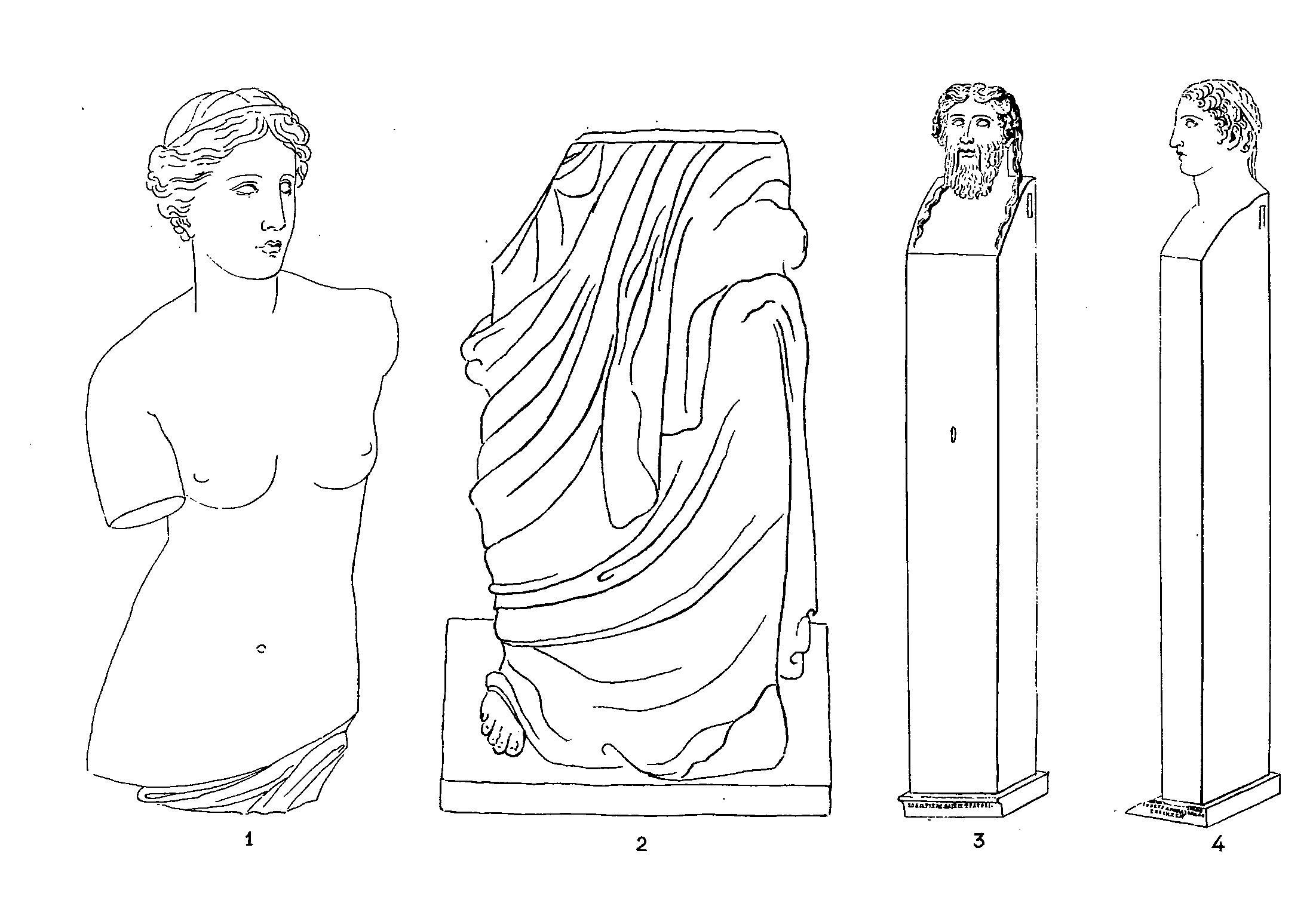
Le dessin d'Olivier Voutier réalisé en 1820.

- la partie supérieure de la Vénus, les bras cassés, le chignon encore attaché[37] (Louvre, Ma 399)
- la partie inférieure de la Vénus, sans le pied gauche (Louvre, Ma 399)
- le morceau intermédiaire de la hanche droite (Louvre, sur la statue)
- une main tenant une pomme (Louvre, Ma 400)
- un pied chaussé d'une sandale[38] (Louvre, Ma 4794)
- un pilier avec une tête d'Hermès barbu (Louvre, Ma 405)
- un pilier avec une tête d'Héraclès imberbe (Louvre, Ma 403)

Marcellus dit avoir emporté aussi : 
- un troisième pilier fragmentaire avec une tête d'Héraclès imberbe (Louvre, Ma 406).

Il est plus difficile d'identifier les fragments de bras mentionnés en avril près de la statue ou ceux emportés en mai et novembre, avec ceux répertoriés au Louvre, qui sont : 
- une partie de bras gauche (Louvre, Ma 401)
- un avant-bras très fruste (Louvre, Ma 402)

#### Les inscriptions
Grâce à Dumont d'Urville, on sait qu'il y avait aussi dans l'exèdre :
- une base de pilier hermaïque avec une dédicace du IVe siècle av. J.-C. (Louvre, Ma 1441)[40]. Dumont d'Urville disait l'inscription illisible, Voutier l'a déchiffrée et a dessiné la base très petite sous le pilier avec la tête d'Hermès :

Théodoridas fils de Laistratos, à Hermès.
- le linteau avec la dédicace incomplète de l'exèdre d'époque hellénistique[41]. Il a été emporté en novembre par M. de Rivière qui l'aurait donné au Louvre en 1822, où il ne se trouve plus.

Βάκχιος Σάτ[τ]ου ὑπογυ[μνασιαρχήσ]ας / τάν τε ἐξέδραν καὶ τὸ [ἄγαλμα(?)] / Ἑρμᾶι Ἡρακλεῖ. Bacchios fils de Sattos étant hypogymnasiarque [a dédié] l'exèdre et [la statue ?] à Hermès et à Héraclès.
Le lieu de découverte de la dernière inscription est incertain. Dumont d'Urville, pourtant attentif aux inscriptions, ne la mentionne pas dans l'exèdre :
- un fragment de base avec une signature incomplète de sculpteur du IIe siècle av. J.-C.[42].

« -ανδρος Μηνίδου / [Ἀντ]ιοχεὑς ἀπὸ Μαιάνδρου / ἐποίησεν » ...andros fils Ménidès, de la ville d'Antioche du Méandre a fait [la statue].
Le fragment, brisé à gauche, comporte un trou d'encastrement de pilier. Il est dessiné par Voutier comme base du pilier avec la tête d'Héraclès, et représenté avec soin comme partie de la plinthe de la statue dans l'étude de Clarac. Parvenu au Louvre en 1821, il a ensuite été perdu.

## La statue

### Description
La statue est plus grande (2,02 m) que la taille naturelle. Elle représente certainement la déesse grecque Aphrodite (Vénus chez les Romains), debout, le torse dénudé et les jambes drapées.

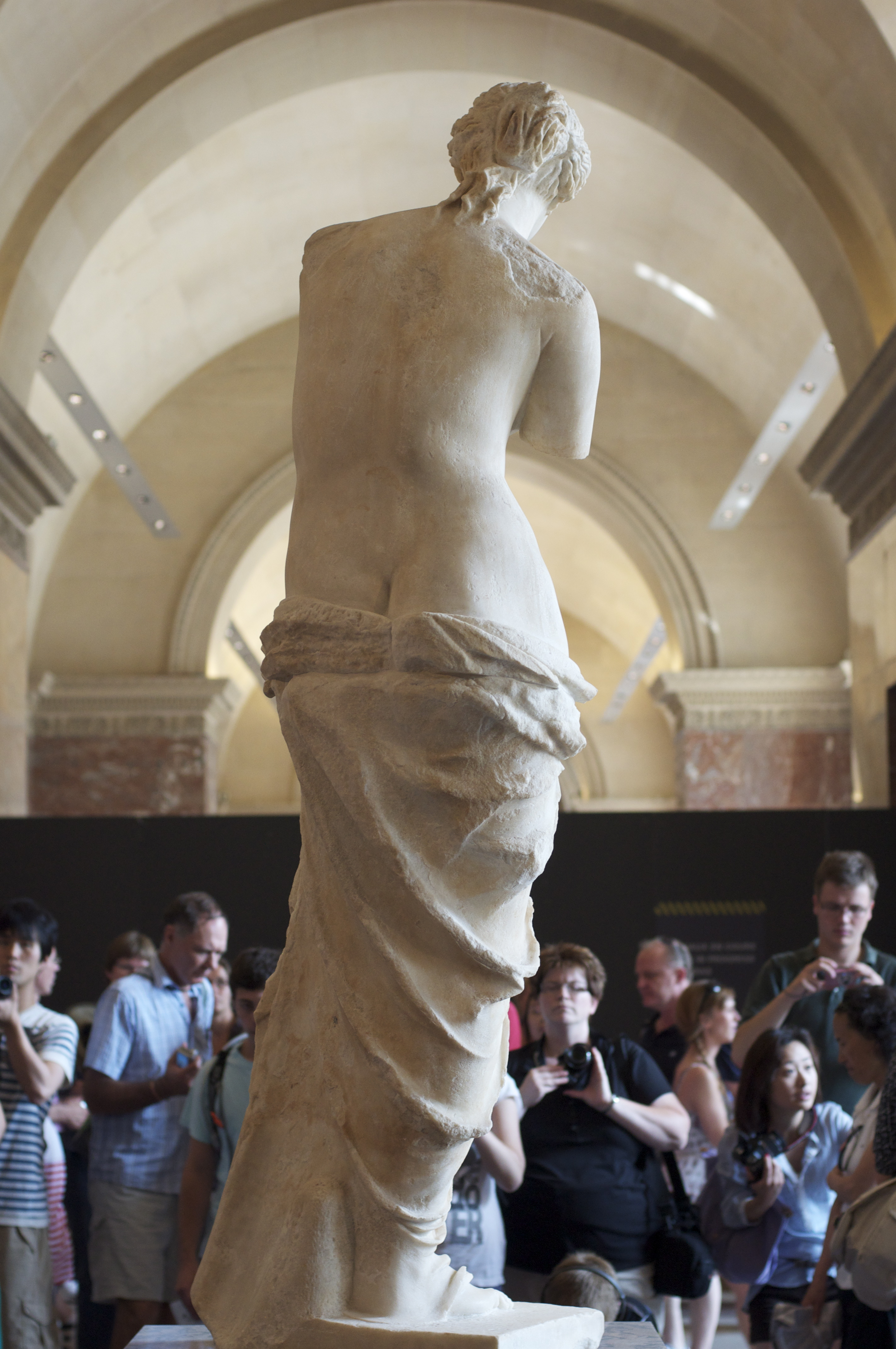
Vénus de Milo, vue de dos (Juin 2010, après restauration).

La déesse est coiffée très simplement : les cheveux, divisés par une raie en épais bandeaux ondulés, forment derrière la tête un chignon rond d'où s'échappent trois mèches tombant dans le cou. La tête était ornée d'un diadème en métal fixé sur une bande lisse (les trous de fixation sont visibles), et les oreilles de boucles en métal. Le visage est plein et lisse, le nez droit, les yeux petits et peu enfoncés, la bouche à la lèvre inférieure charnue est à peine entrouverte. C'est un visage calme et sans expression, encore très classique.
Le haut du corps dénudé est parfaitement proportionné. Les seins sont écartés et très fermes, le torse est modelé par la ligne blanche et les muscles abdominaux, le ventre est légèrement bombé. Le bras droit, conservé jusqu'au milieu du biceps, est dirigé vers le bas, pressé contre le sein ; au-dessus de la fracture, deux trous servaient peut-être à fixer un bracelet en métal. Le dos est modelé par la dépression de la colonne vertébrale, les fesses sont peu volumineuses.
La jambe droite tendue porte le poids du corps, le pied nu bien à plat. La jambe gauche, à la cuisse un peu trop courte, est légèrement fléchie, car le pied maintenant disparu était posé sur un support bas. Le bas du ventre et les jambes sont couverts d'une draperie qui n'est pas celle d'un himation, manteau que les femmes ne portaient pas à même la peau, mais celle d'une grande étoffe, qui pouvait servir à la sortie du bain. Roulée en bourrelet sous les hanches, elle drape d'abord l'avant, puis l'arrière des jambes, revient à l'avant sur la cuisse gauche relevée, et se termine en tombant verticalement à l'intérieur de la jambe. Cette disposition est censée permettre à une étoffe de tenir en place toute seule, sans l'aide des mains. Très inhabituelle, elle permet d'identifier toutes les statues d'Aphrodite du même type.
Les mesures principales de la Vénus de Milo sont les suivantes :
- hauteur totale : 202 cm ;
- largeur maximale : 36 cm ;
- profondeur maximale : 64 cm ;
- tour de poitrine : 121 cm ;
- tour de taille : 97 cm ;
- tour de hanches : 129 cm ;

### Technique
La statue est en marbre de Paros d'excellente qualité. Son corps a été fabriqué dès l'origine en deux blocs superposés. Cette technique de fabrication s'est répandue à l'époque hellénistique en Asie mineure et dans les Cyclades. Elle permettait d'extraire des carrières des blocs de marbre moins importants donc moins rares et moins coûteux que pour un corps entier.
Les surfaces jointives se raccordent horizontalement au milieu du bourrelet de draperie. Les deux blocs étaient fixés l'un à l'autre par deux goujons de fer, implantés à l'intérieur de chaque hanche. Du côté de la hanche droite, au bloc supérieur, une pièce horizontale a été découpée dès l'origine pour réparer un gros accident du marbre, dû sans doute à la proximité du tenon métallique.
D'autres parties de la statue étaient rapportées sur le corps :
- le bras gauche, fixé à l'épaule par un goujon rectangulaire dans un trou de scellement horizontal ;
- le bras droit à partir du bas du biceps ;
- le pied gauche avec le bord inférieur de la draperie ;
- toute la partie droite de la plinthe, suivant une grande surface de joint coupée en biseau dans la draperie au bas de la jambe gauche.

Le travail de la draperie à l'arrière et sur le côté gauche des jambes est délibérément plus sommaire, ces parties n'étant pas destinées à être vues par le spectateur. Cette différence ne se retrouve pas dans la partie supérieure.

### Datation et style
Dès le début, la Vénus de Milo a frappé les commentateurs par la qualité de sa sculpture. Ils ont tout de suite fait la différence entre elle et les copies romaines auxquelles ils étaient habitués. Les sculptures grecques étaient encore rares à l'époque dans les musées européens, la seule référence étant  la frise et les statues des frontons du Parthénon  exposées à Londres (les marbres Elgin). La Vénus de Milo a été rapprochée successivement des écoles de Praxitèle ou de Scopas, puis les progrès de l'archéologie au XIXe siècle ont mis en lumière les caractéristiques de la sculpture hellénistique.
Le style de la sculpture de la Vénus de Milo n'est pas uniforme. À la partie supérieure, le visage peu expressif est empreint de classicisme, tout comme le modelé des parties nues sans ruptures ni effets d'ombre. À la partie inférieure au contraire, le rendu des plis de la draperie est très graphique et l'emporte visuellement sur la forme des jambes. Une telle disparité a fait penser que la partie inférieure pouvait être une restauration antique tardive. Elle relève en fait d'une volonté de créer un fort contraste entre le nu et le drapé. La combinaison de ces effets de style très marqués en même temps qu'un retour au classicisme caractérise le goût de l'époque hellénistique. À la fin du XIXe siècle, Adolf Furtwängler propose de dater la Vénus de Milo dans la seconde moitié du IIe siècle av. J.-C..
En 1954, Jean Charbonneaux compare le profil de la Vénus de Milo à celui du torse dit l'Inopos conservé au Louvre, qu'il identifie comme un portrait de Mithridate VI, roi du Pont de 111 à 63 av. J.-C. Jugeant les profils similaires, il en conclut que les deux statues sont l'œuvre du même sculpteur, donc contemporaines, et propose de dater vers 100 av. J.-C. la statue de Milo. Mais le profil de l'Inopos était une restauration en plâtre du XIXe siècle, maintenant supprimée : il n'y a donc plus d'argument pour dater la Vénus de Milo à la toute fin du IIe siècle av. J.-C.
Le nom du sculpteur de la Vénus n'est pas connu. Pourtant, le fragment avec la signature d'un sculpteur d'Antioche du Méandre, même s'il n'appartient pas à la statue, est important car il témoigne de l'activité à Milo, comme dans tout l'archipel des Cyclades, de sculpteurs venus d'Asie mineure, sans doute en lien avec la fin des travaux du Grand autel de Pergame. D'où aussi la comparaison souvent faite entre la Vénus de Milo et une tête d'Aphrodite trouvée à Tralles, datée vers 150 av. J.-C. La statue de Poséidon trouvée à Milo près du port de Klima, dans un style et une technique tout à fait comparables, a été attribuée au même sculpteur que la Vénus.

## Restaurations

### Dans l'Antiquité
Plusieurs indices font penser que la statue avait subi des dommages dans l'Antiquité, et avait été réparée. L'avant-bras droit avec le coude avait été complété en marbre et il était maintenu par une tige métallique fixée dans une mortaise sous le sein droit. L'avant de la plinthe a été retaillé parallèle au plan des épaules à grands coups de pointe. La restauration ne devait pas être très soignée. Et pour certains archéologues, le fragment de bras gauche, la main avec le fruit, et le fragment de base avec la signature sont aussi les restes de cette restauration antique.

### À l'époque moderne

#### État de conservation
La statue, dont le cou est resté intact, n'a plus ses bras : le gauche est absent à partir de l'épaule, et le droit depuis le bas du biceps. Il manque également la partie droite de la plinthe, le pied gauche, et quelques petits fragments (une partie du nez, les lobes des oreilles, le bout du sein gauche, le gros orteil du pied droit et de petites portions de plis). La surface du marbre est arrachée dans le dos, notamment derrière l'épaule droite, et celle des plis posés sur la cuisse gauche est érodée.
La statue présente des fractures importantes dans la zone des hanches et du haut des cuisses. Du côté droit, un gros morceau de la cuisse avec la fesse attenante est brisé ainsi que, du côté gauche, deux fragments superposés de la hanche et de la cuisse. Marcellus impute ces dégâts au transport de la statue jusqu'au port, fait sans aucun ménagement, mais il n'énumère pas les fragments parmi ceux qu'il a embarqués avec la statue, alors qu'ils sont pourtant bien parvenus en France.

#### Première restauration

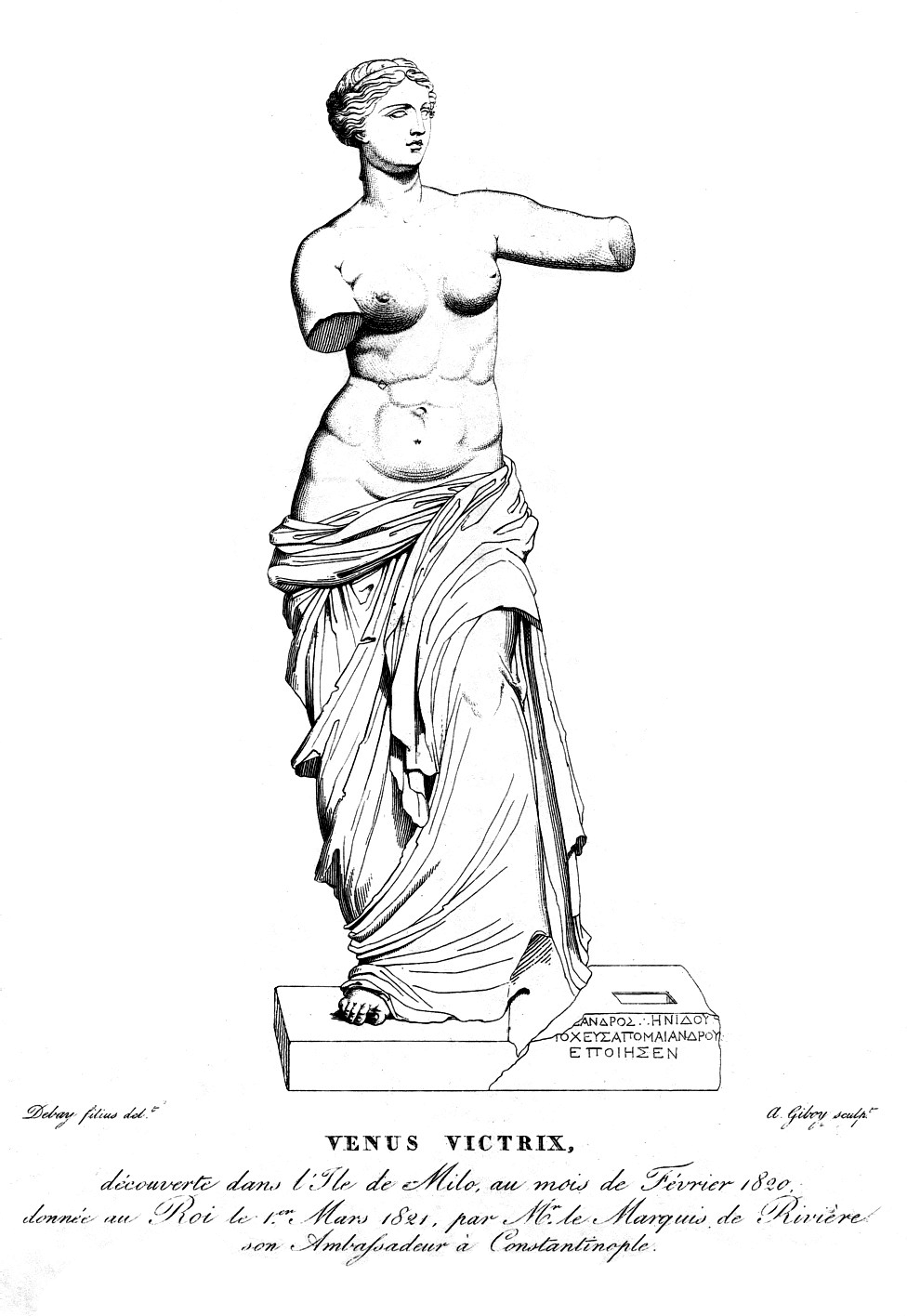
Dessin de la Vénus de Milo avec des restaurations non réalisées, publié par F. de Clarac en 1821.

À la mi-mars 1821, la statue arrive dans l'atelier de restauration des sculptures du Louvre pour être confiée au sculpteur-restaurateur Bernard Lange. La restitution des bras en marbre est d'abord envisagée. Faute de consensus sur l'attitude générale de la statue (voir ci-dessous), Antoine Quatremère de Quincy, membre éminent de l'Institut dont l'entourage du Roi sollicite l'avis, recommande d'exposer la statue « dans l'état de mutilations où elle se trouve ». Cadeau royal, la statue doit être rapidement exposée, et en moins de trois mois sont réalisées les opérations suivantes :
- creusement de nouvelles mortaises pour les goujons métalliques nécessaires à l'assemblage des deux blocs de la statue[61].
- remise en place des fragments cassés aux deux cuisses et à la hanche gauche, et de la pièce intermédiaire à la hanche droite. Les deux parties du corps une fois réunies, il reste un vide à la jointure, qui est colmaté au plâtre.
- fixation du chignon, complément en plâtre du nez, du pouce du pied droit, bouchage du trou sous le sein droit ; modelage en plâtre d'un pied gauche.
- nettoyage de toute la surface de la statue pour lui rendre une blancheur parfaite[62], selon le goût de l'époque.
- retaille de la plinthe antique sur les côtés et une partie de l'arrière, pour l'insérer dans un socle moderne.

La statue ainsi restaurée est exposée à la fin du mois de mai 1821 et un an plus tard elle trouve sa place au centre de la « Salle du Tibre », entourée de sculptures romaines. Elle la quittera en 1853, pour l'extrémité du « Corridor de Pan ».

#### Seconde restauration
Durant la guerre de 1870, la Vénus de Milo est mise à l'abri dans les caves de la Préfecture de Paris, mais à cause de l'humidité, le joint de plâtre entre les deux blocs du corps s'est désagrégé. Félix Ravaisson, le conservateur des antiques du Louvre à l'époque, constate alors que la restauration de 1821, sans doute faite trop vite, était défectueuse au niveau de la jonction des deux blocs du corps : le fragment de la cuisse gauche recollé trop haut faisait une saillie sur le lit d'attente du bloc inférieur, compensée dans la partie droite par l'adjonction de cales en bois insuffisantes. Il entreprend une restauration fondamentale de la statue qui a pour effet de redresser l'aplomb vertical du torse. Il supprime le pied gauche en plâtre dont il rebouche le trou de fixation, et inclut la plinthe dans un socle circulaire tournant.

#### Depuis 1871
Par la suite, la statue n'a pas subi d'autres restaurations que des nettoyages et des interventions ponctuelles rendus nécessaires au fil du temps ou de ses déplacements. Lors du réaménagement des salles du Louvre après la Seconde Guerre mondiale, la plinthe antique, dégagée de son socle, redevient visible. Après le dernier nettoyage réalisé en 2010, durant lequel ont été entrepris des examens scientifiques, elle quitte le « Corridor de Pan » pour regagner la salle qu'elle occupait en 1822, qui lui est désormais presque entièrement consacrée.

## Restitutions

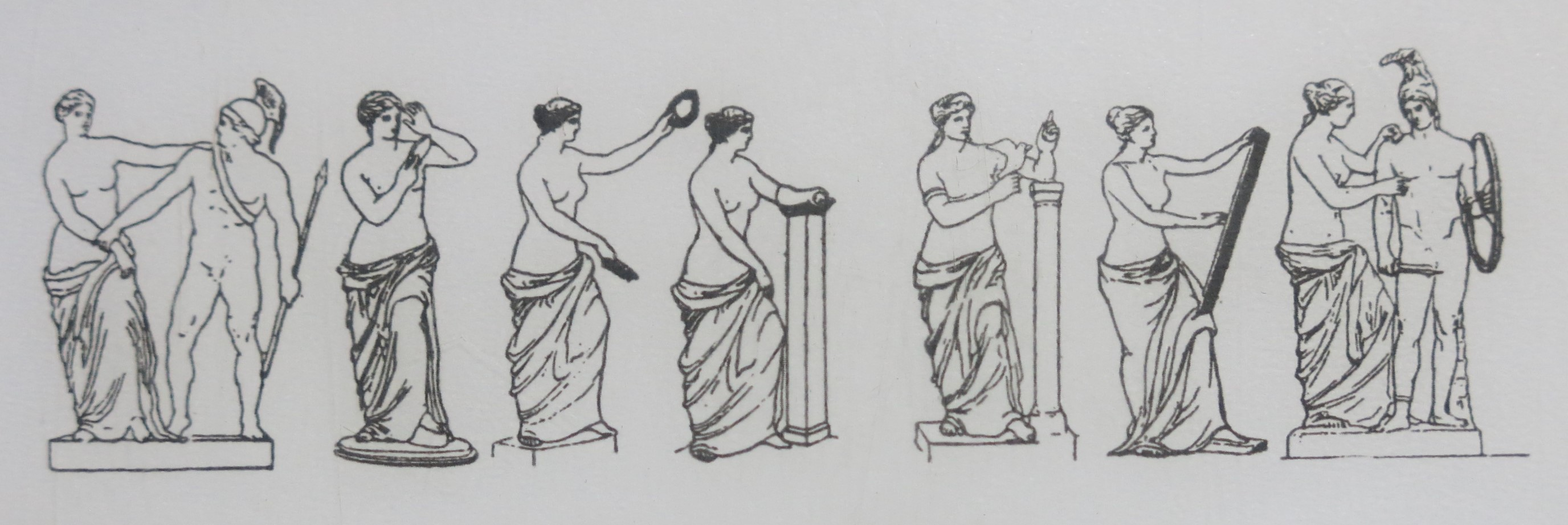
Panneau avec des hypothèses sur la gestuelle de la Vénus de Milo.

La mutilation des bras de la Vénus de Milo a alimenté la légende, voire les fantasmes. Si les archéologues eux-mêmes en ont proposé des restitutions très différentes, c'est que les informations trop imprécises fournies au moment de la découverte laissent planer le doute sur l'appartenance ou non à la statue d'éléments déterminants pour l'attitude : une main gauche tenant un fruit rond, un morceau de bras gauche, le fragment de base avec encastrement et signature. De plus, la plinthe retaillée permet d'envisager différentes vues principales. La plupart des restitutions peuvent se regrouper autour de trois propositions, auxquelles se rattachent des variantes.

### Vénus tenant une pomme

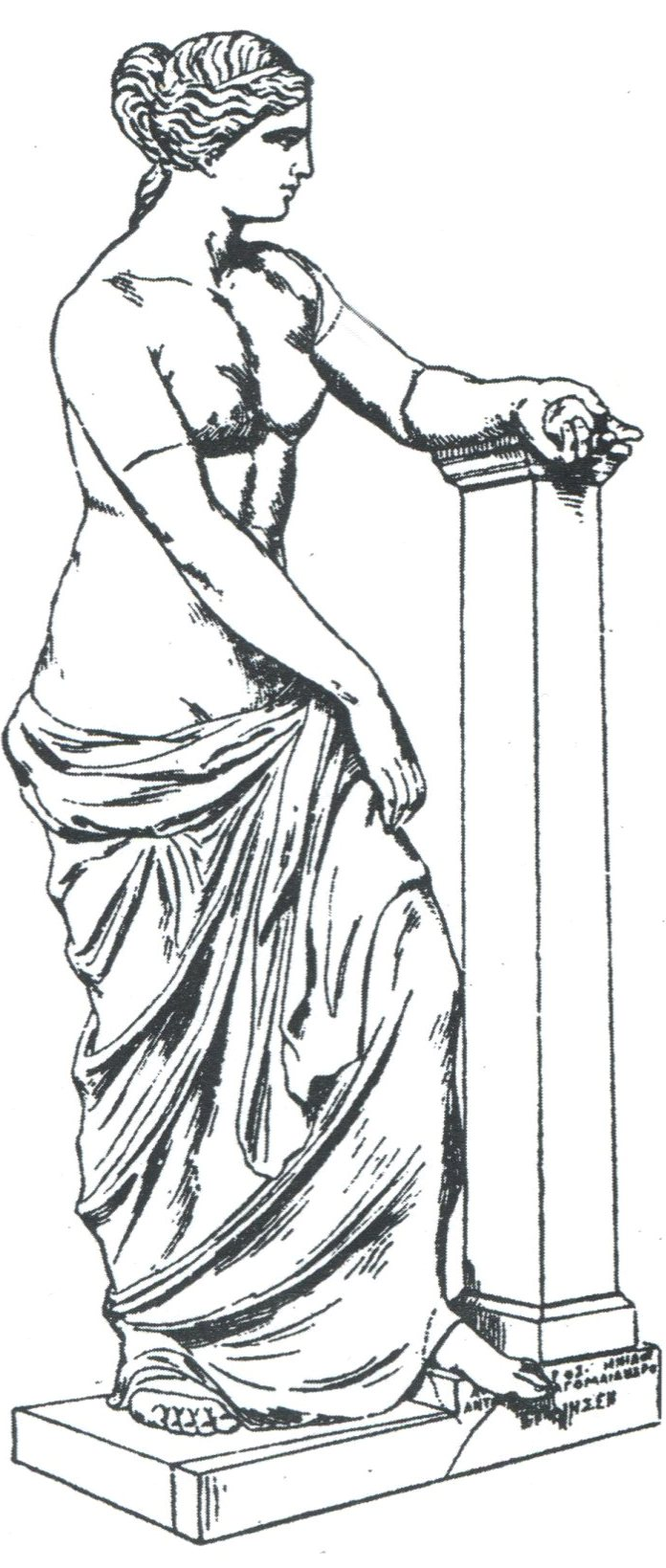
Restitution de la Vénus de Milo par Furtwängler, 1893.

La présence dans l'exèdre d'une main gauche tenant un fruit a conduit les premiers témoins à Milo à interpréter la statue comme Vénus tendant la pomme qui lui a été attribuée lors du « Jugement de Pâris », pour l'avoir emporté par sa beauté sur Athéna et Héra. Ils l'appellent pour cela « Vénus Victrix ». La déesse se tient de face, la main gauche portée haut vers l'avant ou vers le côté, la main droite abaissée vers la draperie posée sur la cuisse gauche.
Furtwängler en 1893 défend l'appartenance à la statue dès l'origine du fragment de plinthe avec la signature et un encastrement de pilier. Il dessine alors une variante où Aphrodite, vue de face, tend la pomme dans la main gauche, l'avant-bras posé sur un pilier assez haut, la main droite abaissée vers la draperie sur la cuisse gauche (transposition du dessin en 3D sur YouTube).
Avec ou sans le pilier, cette restitution est communément admise, quoique sans comparaison. En 2022, Jean-Luc Martinez en propose une variante où Aphrodite, vue de trois quarts droit, présente la pomme de l'avant-bras gauche levé vers le ciel, le bras droit replié devant le torse.

### Vénus groupée avec Mars

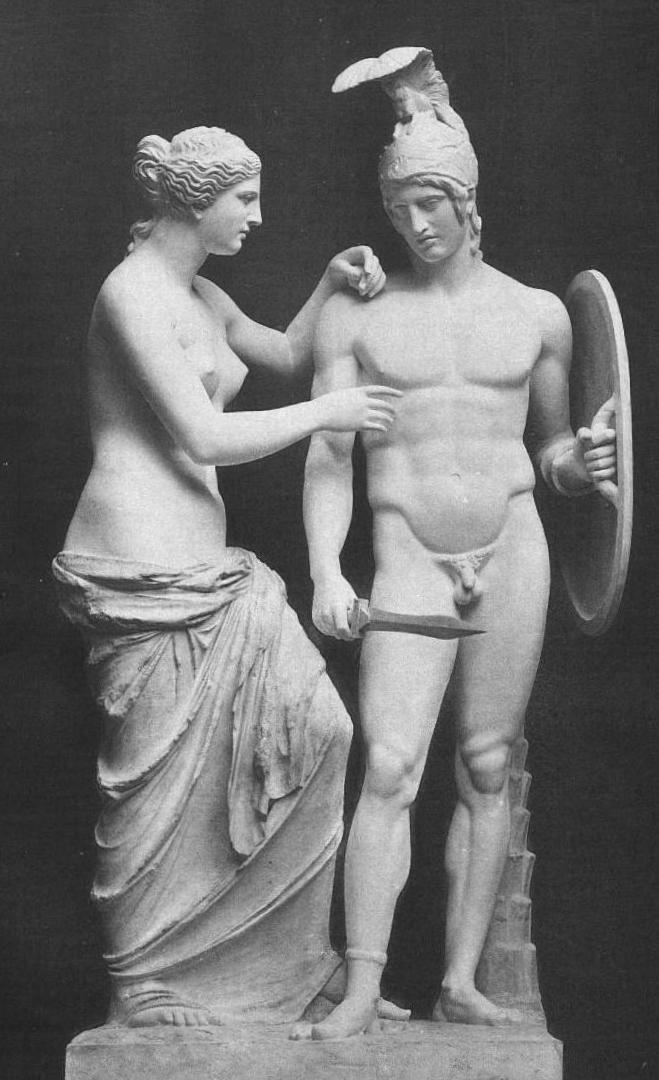
Vénus et Mars, restitution en plâtre, par Ravaisson, 1892.

Dès 1821, Quatremère de Quincy compare la Vénus de Milo à plusieurs Vénus romaines au drapé identique enlaçant le dieu Mars, et à une monnaie représentant le groupe avec la légende « Vénus Victrix ». Tournée de trois quarts vers le dieu de la guerre debout à sa gauche, la déesse lui enlace les épaules du bras gauche. La main avec la pomme serait une restauration antique, après la disparition de la statue de Mars à la suite d'un accident, tout comme le fragment de base pour en compléter la plinthe brisée.
Une reconstitution en plâtre du groupe, un peu différent, est publiée par Félix Ravaisson en 1892 : la Vénus de Milo se tourne de profil vers un Mars du type de l'Arès Borghèse, le bras gauche plié, la main tenant la pomme posée sur l'épaule droite du dieu, le bras droit passant à demi fléchi devant le torse. Toutefois, ce groupe semble être une variante romaine du type suivant, où Mars a pris la place du bouclier et de son support.

### Vénus se regardant dans un bouclier

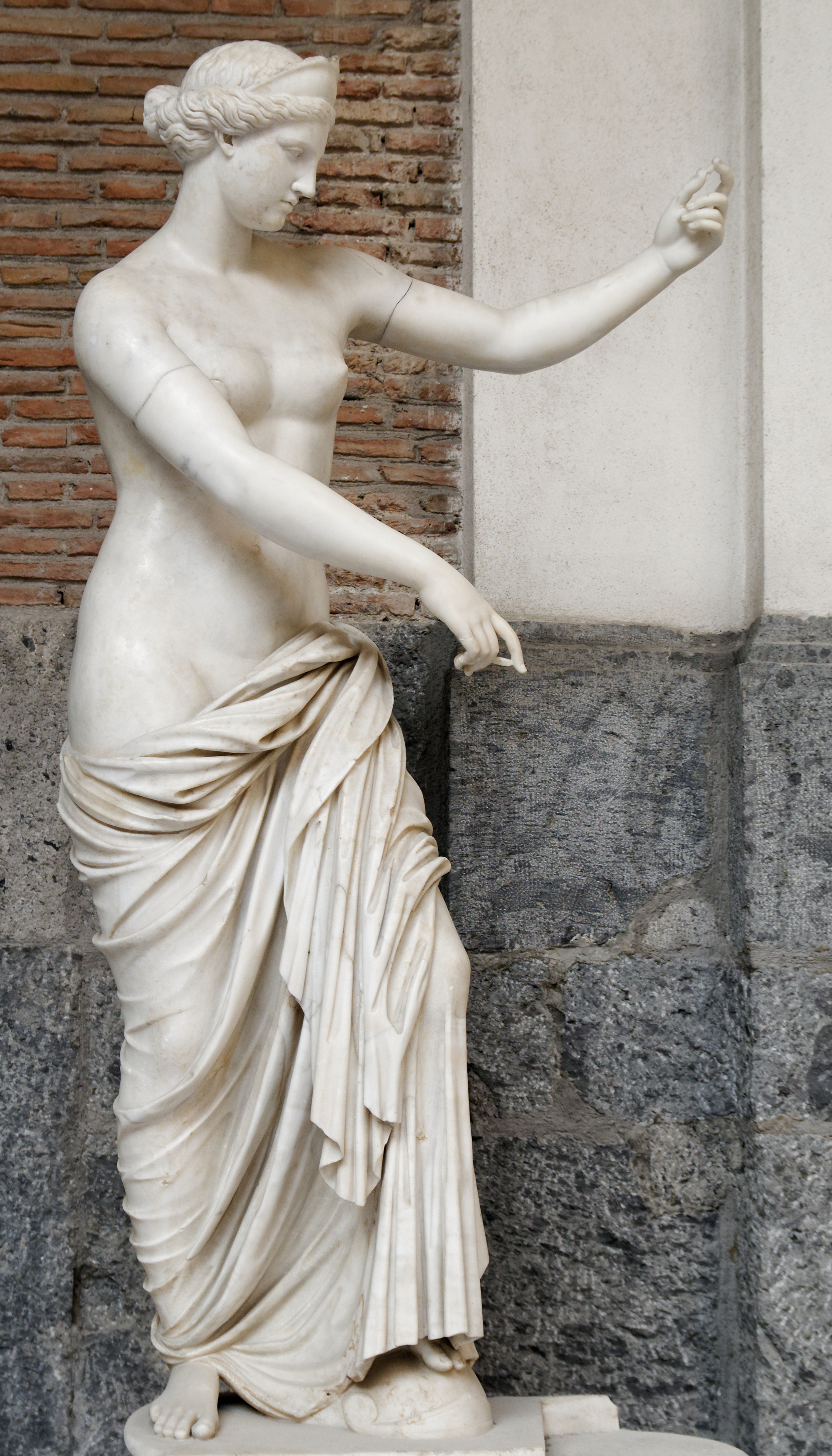
La Vénus de Capoue. Naples, Musée archéologique national.

James Millingen en 1826 compare la statue de Milo à la Vénus de Capoue, pareillement drapée. C'est une copie romaine du IIe siècle apr. J.-C. qu'il rapproche d'une monnaie de la ville de Corinthe représentant une déesse les deux bras tendus sur le côté, tenant un bouclier. Par la suite, Furtwängler démontre que ce type est celui de la statue de culte créée au IVe siècle av. J.-C. pour le temple d'Aphrodite sur l'acropole de Corinthe. Il en identifie le sujet grâce à un poème grec décrivant une Aphrodite qui se sert du bouclier poli d'Arès pour se regarder : « […] ensuite était représentée la déesse cythéréenne [Aphrodite] aux tresses épaisses, tenant le bouclier facile à manier d'Arès […] ; en face d'elle, de manière très exacte, son image apparaissait visible dans le bouclier d'airain ».
Au cours du XXe siècle, de nouvelles trouvailles ont renforcé cette hypothèse : à Corinthe même, une fresque montrant la déesse portant un bouclier et une statuette flanquée d'un pilier, à Pergé (Turquie) une statue de Vénus de même type écrivant sur un bouclier. En 2017, Marianne Hamiaux propose une restitution de la Vénus de Milo tournée de trois quarts droit, tenant des deux mains un bouclier posé sur un pilier à sa gauche. La déesse, au sortir du bain et parée de ses bijoux, admire son reflet dans le bouclier de son amant guerrier. La tête droite pour se regarder, elle est plus fidèle à l'original du IVe siècle av. J.-C. que les statues de Capoue et de Pergé, qui sont des variantes d'époque romaine où Vénus, la tête penchée, écrit sur le bouclier.

### Autres identifications
On ne connaît pas de représentation grecque d'Amphitrite comparable à la Vénus de Milo. La statue dite d'Amphitrite trouvée à Milo en 1877 avec celle du Poséidon de Milo et exposée au musée national d'Athènes  est vêtue d'un chiton et d'un himation.
La découverte d'une statue de Victoire en bronze à Brescia (Italie) en 1826 a pu faire penser que la Vénus de Milo était une Victoire écrivant sur un bouclier, mais cette hypothèse qui confond l'arrachement en surface du marbre derrière l'épaule droite avec l'attache d'une aile est à exclure.
L'interprétation de la Vénus de Milo comme une fileuse de laine provient d'une mauvaise restauration, au début du XIXe siècle, du geste des mains de la Vénus de Capoue.

## Déclinaisons, détournements et utilisations culturelles

### Peinture et sculpture
- Jean-Baptiste Mauzaisse, Le Temps montrant les ruines qu'il amène et les chefs-d'œuvre qu'il laisse à découvrir, 1822. Plafond du Louvre.
- Nils Forsberg (1842-1934), Intérieur d’atelier, vers 1886-1888, Huile sur toile - 73 × 55,5 cm, Nationalmuseum, Stockholm[86].
- Salvador Dalí : Vénus de Milo aux tiroirs ; Le torero hallucinogène (1936)
- René Magritte : Les Menottes de cuivre, huile sur plâtre 1931. Musées royaux des beaux-arts de Belgique, Bruxelles.
- Niki de Saint Phalle : La Vénus de Milo, 1962
- Arman : La Vénus des arts, 1992 ; La Vénus à gond 2 ; La Vénus de Milo au violoncelle
- Jim Dine : The Grove , 1990 ; Looking Toward the Avenue, 1989 (trois statues en bronze installées sur la Sixième avenue à New York) ; Three Red Spanish Venuses, 1997 (musée Guggenheim de Bilbao)[87]
- F. Lawick & H. Müller, Perfectly supernatural Aphrodite 1998-2000.[lire en ligne]

### Littérature
- Théodore de Banville, « À la Vénus de Milo », dans Les Cariatides, 1842 [lire en ligne]
- Charles Henri Leconte de Lisle, « Vénus de Milo » dans Poèmes antiques, 1852 [lire en ligne]
- Armand Silvestre, « Vénus de Milo » dans Le Pays des roses, 1882 [lire en ligne]
- Sully Prudhomme, « Devant la Vénus de Milo », dans Le Prisme, partie Prélude, 1886
- Tákis Theodorópoulos, L'Invention de la Vénus de Milo, traduit du grec par Michel Grodent, Paris, Sabine Wespieser Éditeur, 2008
- Constantin Mourousy, L'Énigme de la Vénus de Milo, L'Archipel, 2020, 224 p. ; préface de Jean-Luc Martinez, Président-directeur du musée du Louvres.
- Candice Nedelec, Le Roman vrai de la Vénus de Milo, Fayard, 2021, 256 pages.
- László Krasznahorkai, Seiobo est descendue sur Terre, chapitre 12  là où tu regardes,  traduit du hongrois par Joëlle Dufeuilly, Cambourakis, 2018, 412 p.

### Divers
- Dans l'opérette Phi-Phi créée le 12 novembre 1918, Aspasie, égérie de Phidias, jouée par Alice Cocéa abat de son ombrelle les bras d'une statue qui devient la Vénus de Milo.
- G. van Drin, Exposition des Arts Incohérents de 1889 : La Vénus de mille eaux, le bas du corps de la statue est couvert d'étiquettes de bouteille d'eau[88]
- Ragnvald Blix , caricature de la Vénus de Milo reproduite dans le livre 1914. Les Atrocités allemandes, p. 460, fig. 33
- Boris Vian, Ô Milo, ô Milo, chanson
- La Vénus de Milo, pièce de théâtre de Jacques Deval, 1962
- Philippe Geluck : série de Vénus de Milo présentée dans l'exposition L'Art et le Chat, Musée en Herbe, Paris, février 2016-janvier 2017[89],[90]
- Les Simpson : lors d'un épisode[Lequel ?], Homer vole un bonbon qui représente la Vénus de Milo, qu'il appelle « la Minus du Vélo ».
- Marc Lavoine : la Vénus de Milo est citée dans les paroles de la chanson J'aurais voulu sur l'album Marc Lavoine sorti en 2001.
- Dans la série télévisée Twin Peaks, la statue apparaît sous sa forme réelle (sans bras) au fond du couloir qui conduit à la loge noire, et dans la loge sous forme reconstituée.
- Alfred Boudry, La Beauté universelle, in La Bibliothèque nomédienne[Quoi ?], 2008 : la Vénus de Milo est une indication menant au continent perdu de l'Atlantide.

### Galerie d'illustrations reprenant la Vénus de Milo

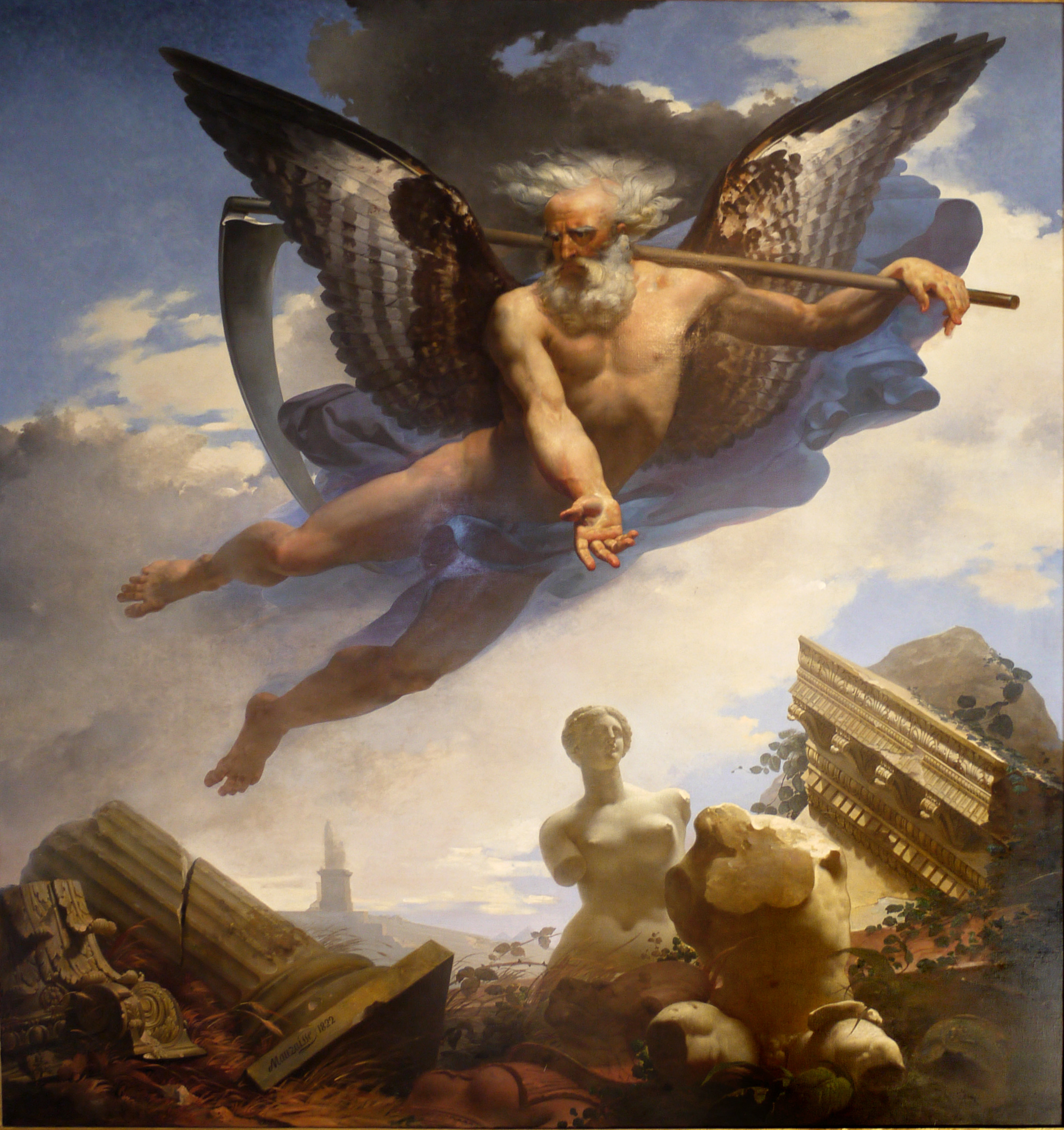
Jean-Baptiste Mauzaisse, Le Temps montrant les ruines qu'il amène et les chefs-d'œuvre qu'il laisse à découvrir, 1822.
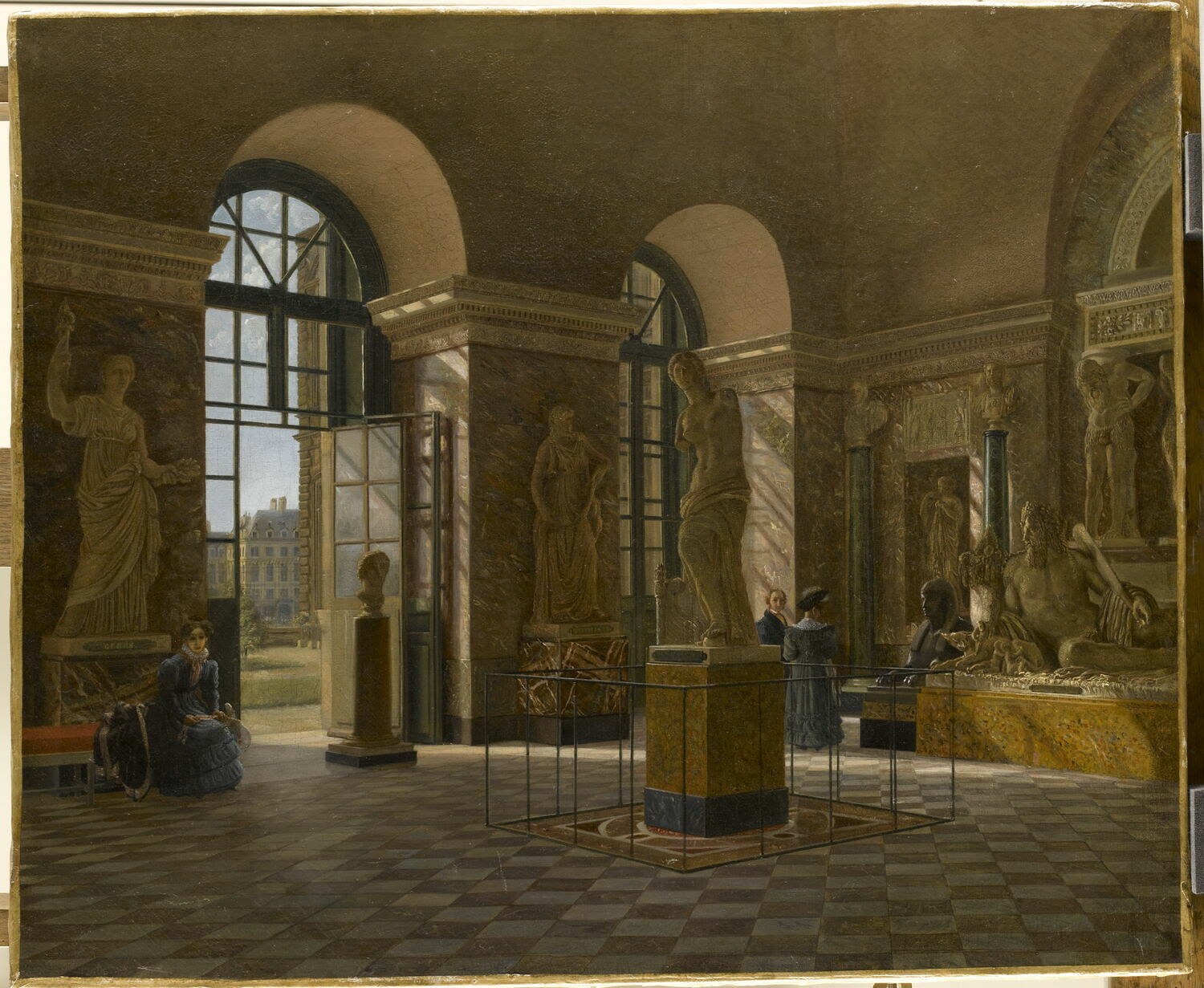
Joseph Warlencourt, L'Ancienne Salle du Tibre, vers 1824–1830.
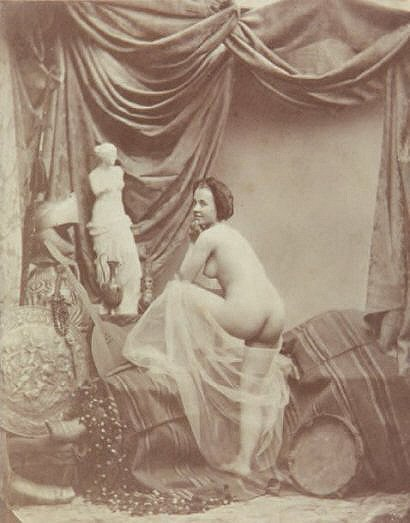
Bruno Braquehais, Étude de nu à la Vénus de Milo, Mademoiselle Hamély, 1853.
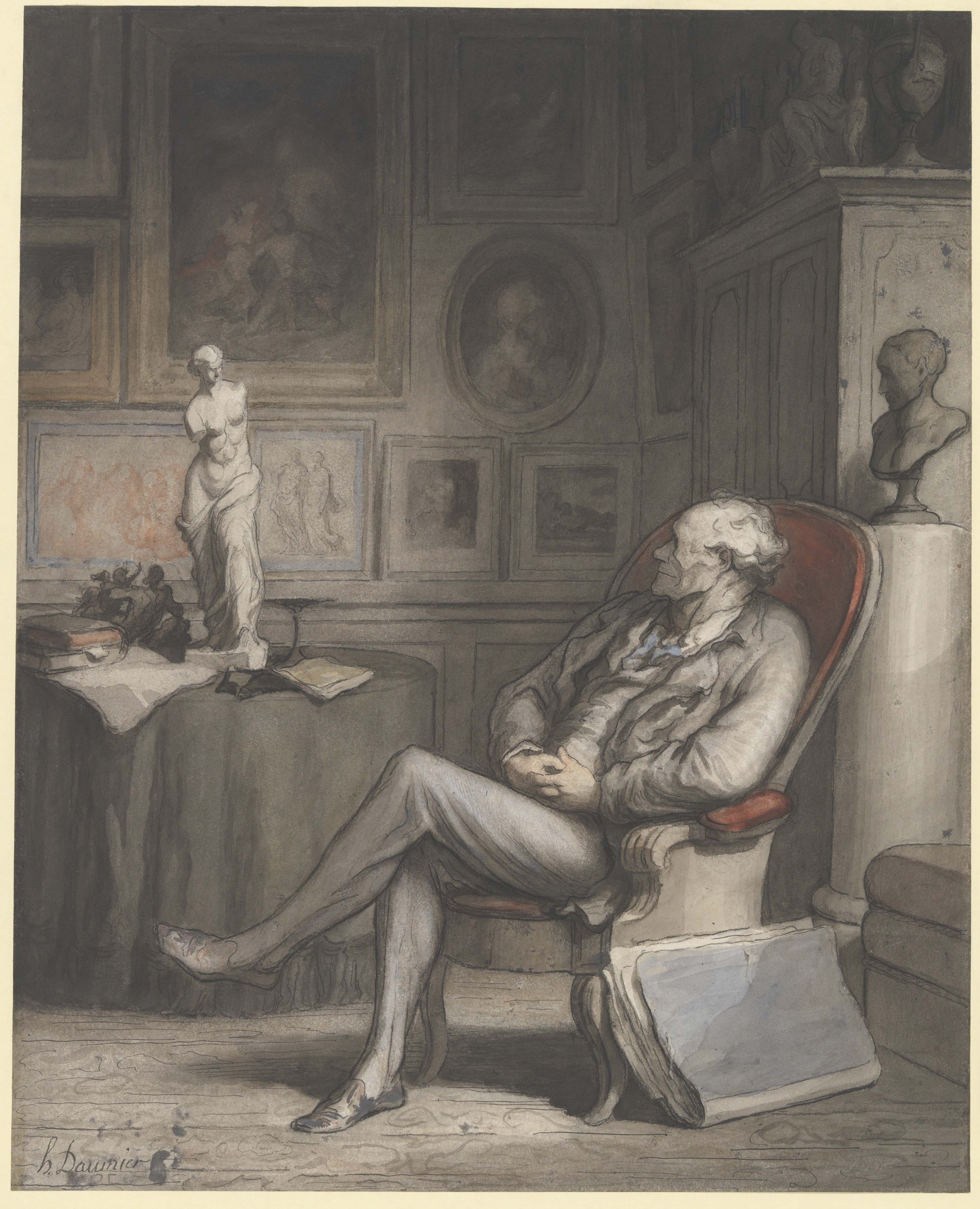
Honoré Daumier, The Connoisseur, vers 1860–1865.
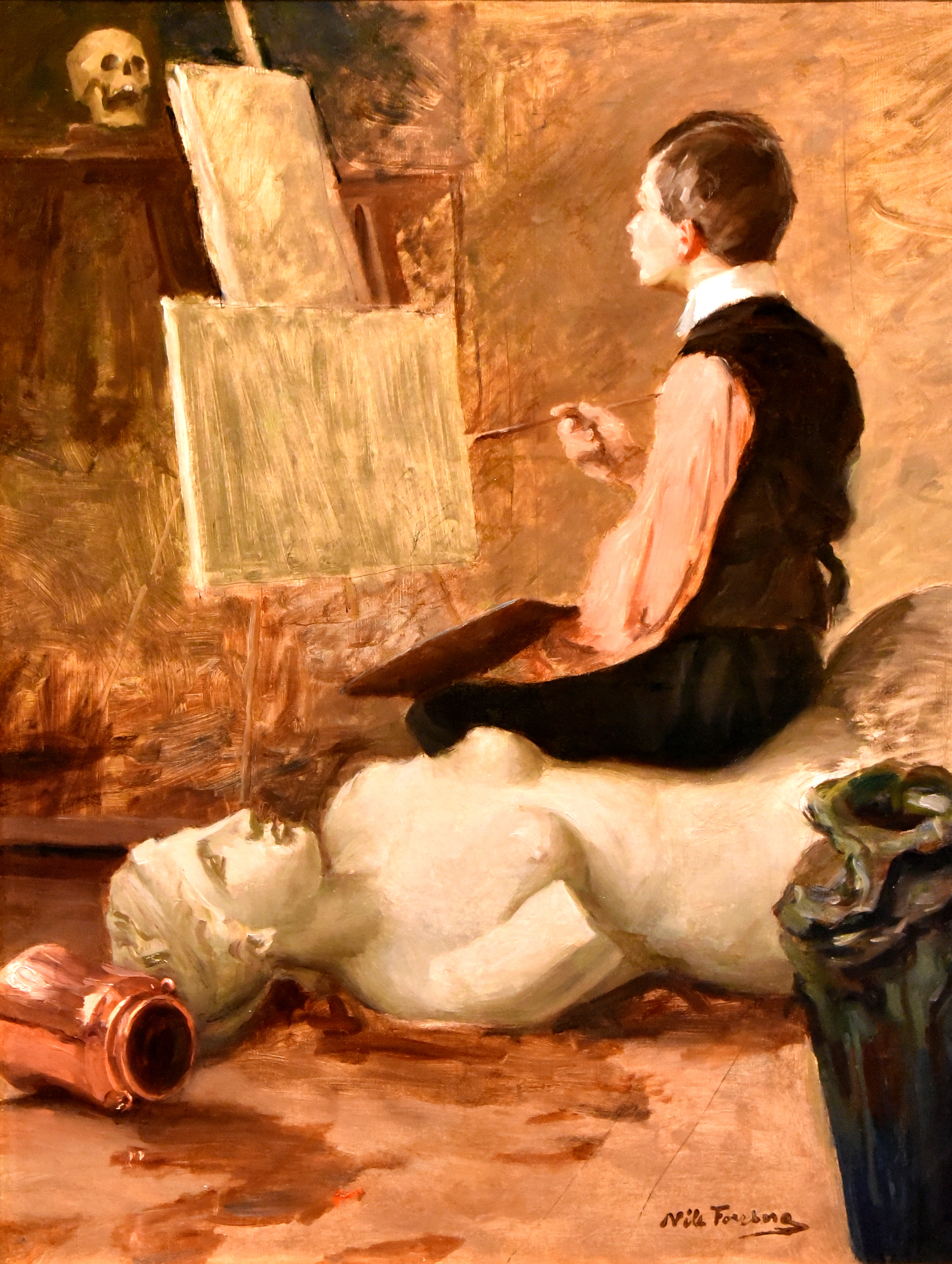
Nils Forsberg, Intérieur d’atelier, vers 1886-1888.
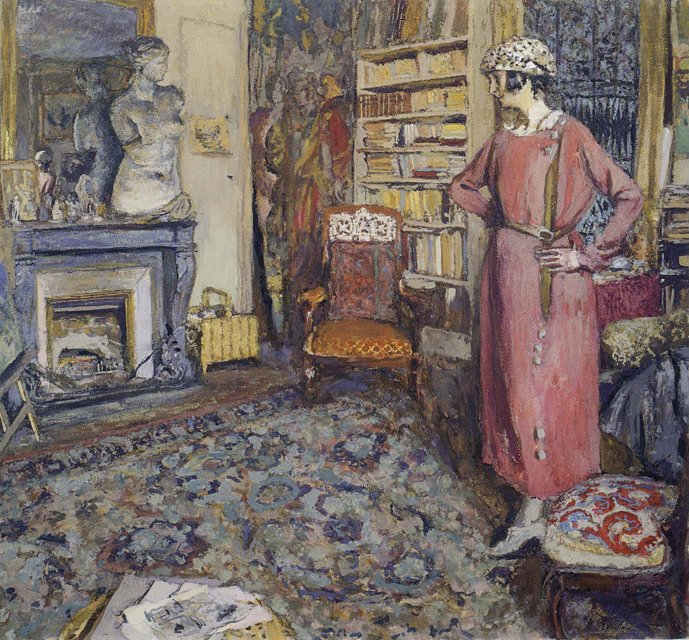
Édouard Vuillard, Vénus de Milo, 1920.
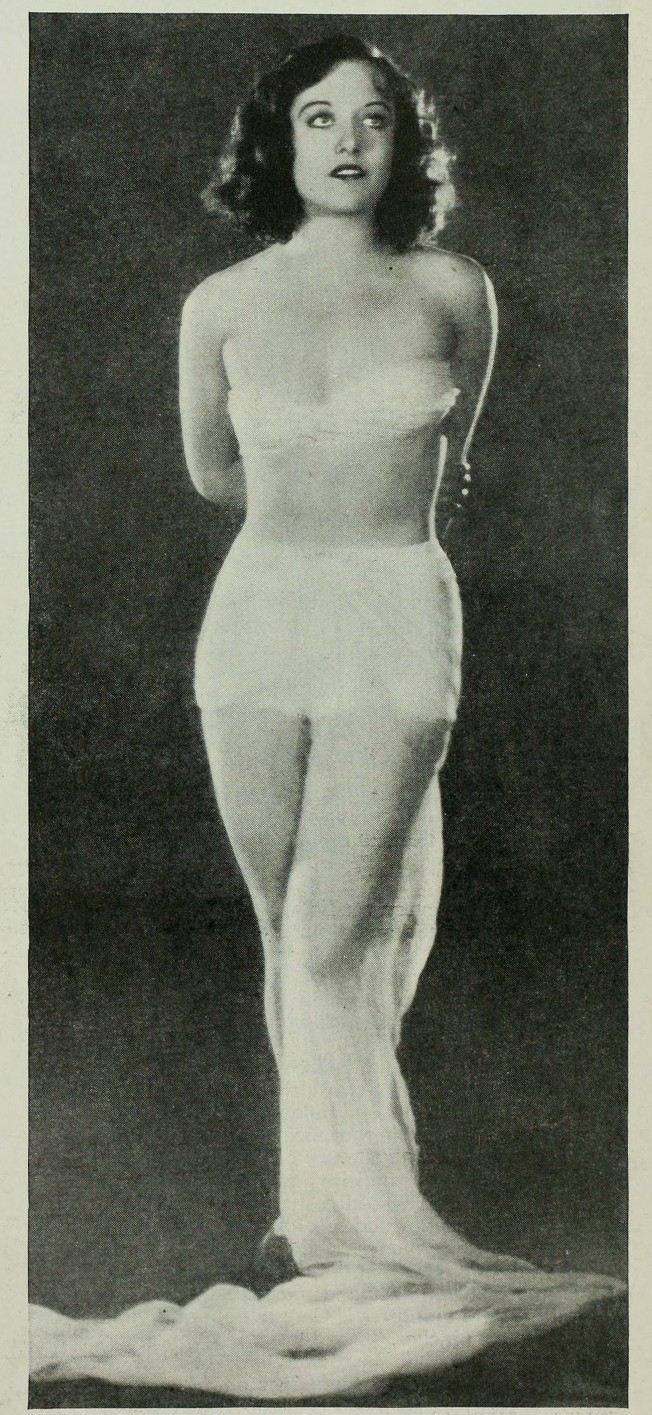
Joan Crawford posant à la manière de la Vénus de Milo en 1928.
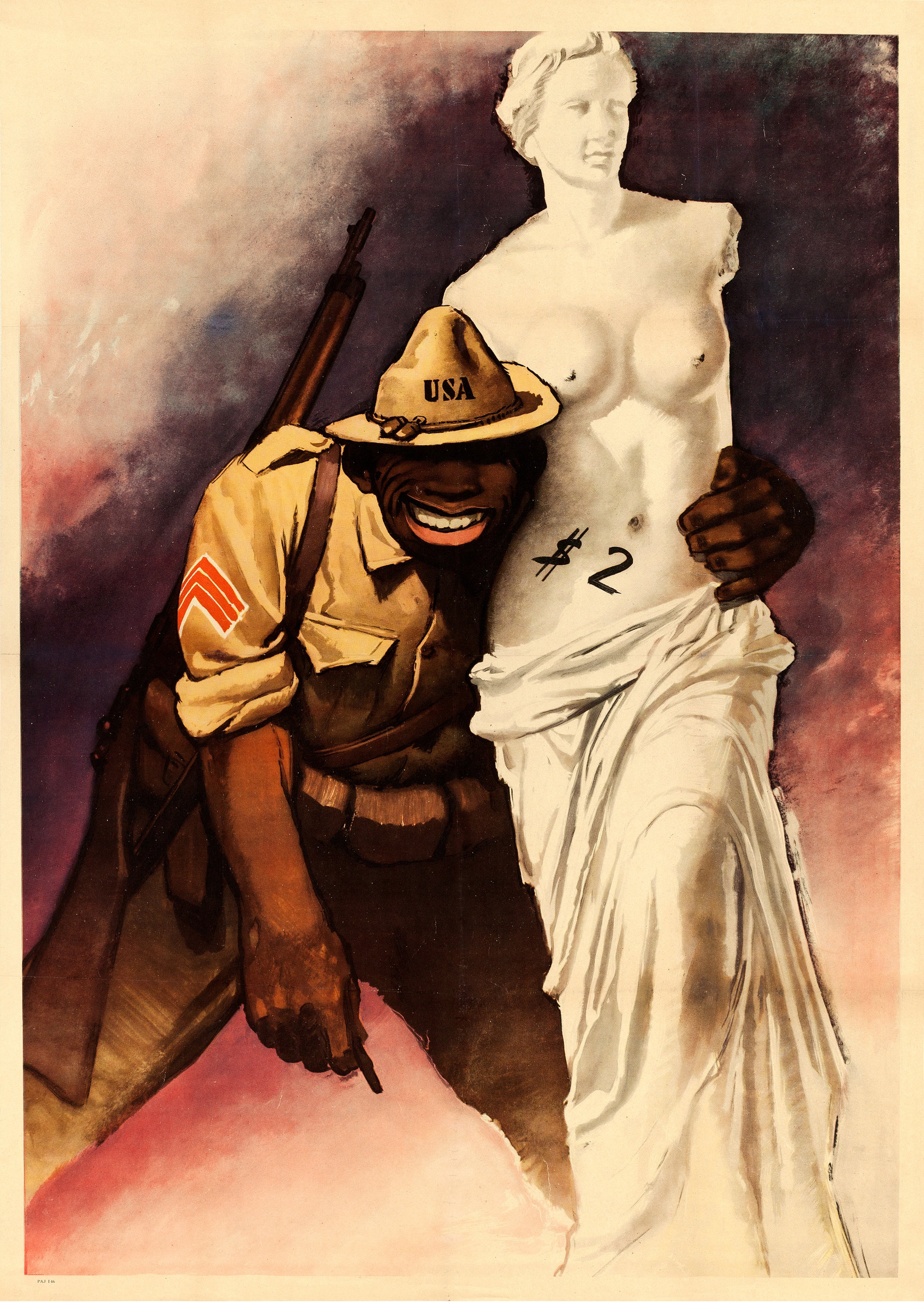
Affiche de Gino Boccasile, propagande fasciste, 1943.